# Luxemburger Filmpreis 2016
Die Verleihung des 7. Luxemburger Filmpreises fand am 5. März 2016 im Grand Theatre der Stadt Luxemburg statt. Moderiert wurde sie von der Schauspielerin Eugénie Anselin und dem Schriftsteller Claude Frisoni.

## Jury und Auswahl
Im Wettbewerb standen 16 Koproduktionen, 4 Spielfilme, 9 Dokumentarfilme, 12 Kurzfilme und 3 Animationsfilme, aus denen die Mitglieder der Luxembourg Filmakademie ihre Wahl trafen.
Der Regisseur Christophe Wagner erhielt den Preis für den besten Spielfilm von Premierminister Xavier Bettel und der Bürgermeisterin Lydie Polfer für seinen Nachkriegsthriller Eine neue Ära.

## Preisträger

### Bester luxemburgischer Film
- Eine neue Zeit von Christophe Wagner
  - Baby(a)lone von Donato Rotunno
  - Die Räuber von Pol Cruchten und Frank Hoffmann
  - Mammejong von Jacques Molitor

### Bester Fiction-Kurzfilm
- Quenottes von Pascal Thiébaux und Gil Pinheiro
  - À quoi bon? von Thierry Faber
  - D. A. Reproductions von Anne Simon
  - Elderly Spring von Pierre Hansen
  - Et wor alles wéi ëmmer von Max Jacoby
  - Livrées à leurs sens von Cécilia Guichart
  - Morgue von Laurent Prim
  - Roxy von Pascal Thiebaux und Gil Pinheiro
  - The Heat Wave von Lucia Valverde

### Bester animierter Kurzfilm
- The Light Eater von Seán McCormack
  - La misère von Philip Krieps und Thierry Guitard
  - Wurst von Carlo Vogele

### Beste Animationskoproduktion
- Die Melodie des Meeres von Tomm Moore
  - Extraordinary Tales von Raúl Garcia
  - Ooops! Die Arche ist weg… von Toby Genkel und Seán McCormack

### Beste Fiction-Koproduktion
- Das brandneue Testament von Jaco Van Dormael
  - Amour fou von Jessica Hausner
  - Brabançonne von Vincent Bal
  - Clownwise von Viktor Taus
  - Colonia Dignidad – Es gibt kein Zurück von Florian Gallenberger
  - Disparue en hiver von Christophe Lamotte
  - Fieber von Elfi Mikesch
  - L'enquête von Vincent Garenq
  - La volante von Christophe Ali an Nicolas Bonilauri
  - Le dernier diamant von Eric Barbier
  - Melody von Bernard Bellefroid
  - Préjudice von Antoine Cuypers
  - Oorlogsgeheimen von Dennis Bots
  - Sunset Song von Terence Davies
  - Die dunkle Seite des Mondes von Stephan Rick
  - Der wunderbare Wiplala von Tom Oliehoek

### Bester Dokumentarfilm
- Black Harvest von Jean-Louis Schuller und Sean Clark
  - De Bopebistro Tour von Yann Tonnar
  - E Futtballspill am Schnéi von Tom Alesch und Anne Schiltz
  - Faustino: One Man Show von Andy Bausch
  - Jean, Grand-Duc vu Lëtzebuerg von Jacques Van Luijk und Misch Bervard
  - Mos Stellarium von Karolina Markiewicz und Pascal Piron
  - Oro libre von Gaëlle Tavernier
  - Soundhunters von Beryl Koltz
  - Succès Fox von Désirée Nosbusch

### Bester künstlerischer Beitrag
- Luc Schiltz, Schauspieler, für seine Hauptrolle in Eine neue Zeit
  - Luc Feit, Schauspieler, für Die dunkle Seite des Mondes
  - Fabienne Hollwege, Schauspielerin, für Eine neue Zeit
  - André Jung, Schauspieler, für Eine neue Zeit
  - Vicky Krieps, Schauspielerin, für Colonia Dignidad – Es gibt kein Zurück
  - Marco Lorenzini, Schauspieler, für Das brandneue Testament
  - Jeanne Werner, Schauspielerin, für Colonia Dignidad – Es gibt kein Zurück
  - André Dziezuk, Komponist, für die Musik in Eine neue Zeit
  - André Dziezuk, Komponist, für die Musik in Oorlogsgeheimen
  - André Dziezuk, Komponist, für die Musik in Black Harvest
  - André Dziezuk, Komponist, für die Musik in Colonia Dignidad – Es gibt kein Zurück
  - André Mergenthaler, Komponist, für die Musik in Fieber
  - Tullio Forgiarini, Donato Rotunno an Nicolas Steil für das Drehbuch von Baby(a)lone
  - Viviane Thill und Christophe Wagner für das Drehbuch von Eine neue Zeit

### Bester technischer Beitrag
- Jako Raybaut für Kamera und Licht in Eine neue Zeit
  - Magdalena Labuz für die Kostüme in Eine neue Zeit
  - Uli Simon für die Kostüme in Sunset Song
  - Uli Simon für die Kostüme in Das große Geheimnis
  - Christina Schaffer für die Dekoration in Fieber
  - Jean-Louis Schuller für die Kamera in Black Harvest
  - Claudine Moureaud und Béatrice Stephany für das Make-up in Eine neue Zeit
  - Katja Reinert für das Make-up in Das große Geheimnis
  - Pia Dumont für den Schnitt in Fieber
  - Jean-Luc Simon für den Schnitt in Eine neue Zeit
  - Jean-Luc Simon für den Schnitt in Melody
  - Philippe Kohn und François Dumont für den Ton in L'enquête
  - Marc Thill und Loïc Collignon für den Ton in Soundhunters
  - Carlo Thoss für den Ton in Eine neue Zeit
  - Carlo Thoss für den Ton in Colonia Dignidad – Es gibt kein Zurück
  - Carlo Thoss, Nicolas Tran Trong, Michel Schillings und Loïc Collignon für den Ton in Brabançonne

## Kritik
Josée Hansen vom Lëtzebuerger Land kritisierte, dass in den Kategorien „Bester künstlerischer Beitrag“ und „Bester technischer Beitrag“ Personen mit sehr unterschiedlichen Profilen zusammengeworfen würden (zum Beispiel Drehbuchautoren, Schauspieler und Komponisten) und dass Nichtansässige von einer Nominierung ausgeschlossen würden. Für die Veranstalter ging es darum, unlauteren Wettbewerb durch große Namen aus dem Ausland zu verhindern, die sich an Koproduktionen beteiligten.